# Начальник штабу сухопутних військ Італії
Начальник штабу сухопутних військ Італії або начальник штабу італійської армії (італ. Capo di stato maggiore dell'Esercito Italiano) — найвища військова посада у Сухопутних військах Італії, що існує з 1882 року. Начальник штабу армії відповідає за підготовку, навчання та підтримку бойової готовності та ефективності італійської армії. Розпізнавальний знак генерала армійського корпусу з особливими обов'язками за посадою складається з чотирьох срібних зірок, розташованих у вигляді ромба, остання з яких облямована червоним кольором, і спеціальної вишивки, що символізує в Італії генеральське звання.
Разом з начальниками штабів Військово-морських сил, Повітряних сил, генералом-командувачем карабінерів формують Об'єднане оперативне командування.
З 27 лютого 2024 року начальником штабу армії став корпусний генерал Кармін Масієлло.

## Зміст
Начальник штабу армії (CSME) очолює Генеральний штаб армії, вищий орган, відповідальний за визначення політики збройних сил. CSME представляє армію перед урядом і його міністерствами, в італійському парламенті та міжнародних організаціях, він також головує на урочистих церемоніях і може брати участь у Верховній раді оборони. Начальник штабу завжди займає кадровий офіцер, який пройшов навчання в однієї з Військових академій Італії, Туринську академію та звичайні або вищі курси Генерального штабу.

## Список начальників штабів Королівської сухопутних військ Італії

### Список начальників корпусу і служб Генерального штабу (1882—1923)
| №  | Начальник штабу                                                         | Фото | Початок повноважень | Закінчення повноважень | Прим.                |
| -- | ----------------------------------------------------------------------- | ---- | ------------------- | ---------------------- | -------------------- |
| 1. | генерал-лейтенант Енріко Козенц (12 січня 1820 — 28 вересня 1898)       |      | 1 вересня 1882      | 1 грудня 1893          |                      |
| 2. | генерал-лейтенант Доменіко Прімерано (29 березня 1829 — 26 лютого 1911) |      | 1 грудня 1893       | 1 червня 1896          |                      |
| 3. | генерал-лейтенант Танкреді Салетта (27 червня 1840 — 21 січня 1909)     |      | 1 червня 1896       | 27 червня 1908         |                      |
| 4. | генерал-лейтенант Альберто Полліо (21 квітня 1852 — 1 липня 1914)       |      | 1 липня 1908        | 1 липня 1914†          |                      |
| 5. | генерал-лейтенант Луїджі Кадорна (4 вересня 1850 — 23 грудня 1928)      |      | 10 липня 1914       | 9 листопада 1917       | маршал Італії (1924) |
| 6. | генерал-лейтенант Армандо Діац (5 грудня 1861 — 28 лютого 1928)         |      | 9 листопада 1917    | 24 листопада 1919      | маршал Італії (1924) |
| 7. | армійський генерал П'єтро Бадольйо (28 вересня 1871 — 1 листопада 1956) |      | 24 листопада 1919   | 3 лютого 1921          | маршал Італії (1926) |
| 8. | генерал-лейтенант Джузеппе Ваккарі (2 лютого 1866 — 6 вересня 1937)     |      | 3 лютого 1921       | 16 січня 1923          |                      |

### Список начальників Центрального Генерального штабу (1923—1925)
| №   | Начальник штабу                                                         | Фото | Початок повноважень | Закінчення повноважень | Прим.                |
| --- | ----------------------------------------------------------------------- | ---- | ------------------- | ---------------------- | -------------------- |
| 8.  | генерал-лейтенант Джузеппе Ваккарі (2 лютого 1866 — 6 вересня 1937)     |      | 16 січня 1923       | 1 травня 1923          |                      |
| 9.  | генерал-лейтенант Джузеппе Феррарі (28 березня 1865 — 23 жовтня 1943)   |      | 1 травня 1923       | 4 травня 1925          |                      |
| 10. | армійський генерал П'єтро Бадольйо (28 вересня 1871 — 1 листопада 1956) |      | 4 травня 1925       | 8 червня 1925          | маршал Італії (1926) |

### Список начальників Генерального штабу Королівської італійської армії (1925—1946)
| №    | Начальник штабу                                                          | Фото | Початок повноважень | Закінчення повноважень | Прим.                |
| ---- | ------------------------------------------------------------------------ | ---- | ------------------- | ---------------------- | -------------------- |
| 10.  | армійський генерал П'єтро Бадольйо (28 вересня 1871 — 1 листопада 1956)  |      | 8 червня 1925       | 1 лютого 1927          | маршал Італії (1926) |
| 11.  | корпусний генерал Джузеппе Феррарі (28 березня 1865 — 23 жовтня 1943)    |      | 1 лютого 1927       | 15 лютого 1928         |                      |
| 12.  | корпусний генерал Нікола Гуалтьєрі (2 травня 1866 — 10 квітня 1953)      |      | 29 липня 1928       | 4 лютого 1929          |                      |
| 13.  | корпусний генерал Альберто Бонцані (1 лютого 1872 — 27 квітня 1935)      |      | 4 лютого 1929       | 1 жовтня 1934          |                      |
| 14.  | армійський генерал Федеріко Байстроччі (9 червня 1871 — 31 травня 1947)  |      | 1 жовтня 1934       | 7 жовтня 1936          |                      |
| 15.  | армійський генерал Альберто Паріані (27 листопада 1876 — 1 березня 1955) |      | 7 жовтня 1936       | 3 листопада 1939       |                      |
| 16.  | маршал Італії Родольфо Граціані (11 серпня 1882 — 11 січня 1955)         |      | 3 листопада 1939    | 24 березня 1941        |                      |
| 17.  | корпусний генерал Маріо Роатта (2 лютого 1887 — 7 січня 1968)            |      | 24 березня 1941     | 20 січня 1942          |                      |
| 18.  | армійський генерал Вітторіо Амброзіо (28 липня 1879 — 19 листопада 1958) |      | 20 січня 1942       | 1 лютого 1943          |                      |
| 19.  | армійський генерал Еціо Розі (19 березня 1881 — 5 серпня 1963)           |      | 1 лютого 1943       | 18 травня 1943         |                      |
| ТВО. | корпусний генерал Джузеппе Де Стефаніс (20 грудня 1885 — 11 грудня 1965) |      | 19 травня 1943      | 31 травня 1943         |                      |
| 20.  | армійський генерал Маріо Роатта (2 лютого 1887 — 7 січня 1968)           |      | 1 червня 1943       | 18 листопада 1943      |                      |
| 21.  | корпусний генерал Паоло Берарді (21 червня 1885 — 13 грудня 1953)        |      | 18 листопада 1943   | 10 лютого 1945         |                      |
| 22.  | бригадний генерал Ерколе Ронко (16 квітня 1890 — ? 1967)                 |      | 10 лютого 1945      | 4 липня 1945           |                      |
| 23.  | дивізійний генерал Раффаеле Кадорна (12 вересня 1889 — 20 грудня 1973)   |      | 4 липня 1945        | 13 червня 1946         |                      |

### Список начальників Генерального штабу італійської армії (з 1946)
| №   | Начальник штабу                                                                 | Фото | Початок повноважень | Закінчення повноважень | Прим. |
| --- | ------------------------------------------------------------------------------- | ---- | ------------------- | ---------------------- | ----- |
| 1.  | дивізійний генерал Раффаеле Кадорна (12 вересня 1889 — 20 грудня 1973)          |      | 13 червня 1946      | 1947                   |       |
| 2.  | корпусний генерал Луїджі Ефісіо Маррас (2 серпня 1888 — 29 січня 1991)          |      | 1947                | 1950                   |       |
| 3.  | корпусний генерал Ернесто Каппа (18 лютого 1888 — 27 січня 1957)                |      | 1950                | 1952                   |       |
| 4.  | корпусний генерал Джузеппе Піццорно (14 серпня 1891 — 1980)                     |      | 1952                | 1954                   |       |
| 5.  | корпусний генерал Джорджіо Ліуцці (1895 — 1983)                                 |      | 1954                | 1959                   |       |
| 6.  | корпусний генерал Бруно Лучіні (? — ?)                                          |      | 1959                | 1960                   |       |
| 7.  | корпусний генерал Антоніо Гуалано (14 січня 1899 — 4 червня 1983)               |      | 1960                | 1962                   |       |
| 8.  | корпусний генерал Джузеппе Алойя (15 січня 1905 — 28 вересня 1980)              |      | 1962                | 1966                   |       |
| 9.  | корпусний генерал Джованні де Лоренцо (29 листопада 1907 — 26 квітня 1973)      |      | 1966                | 1967                   |       |
| 10. | корпусний генерал Гвідо Ведовато (24 грудня 1906 — 2001)                        |      | 1967                | 1968                   |       |
| 11. | корпусний генерал Енцо Маркезі (26 квітня 1907 — 22 лютого 1997)                |      | 1968                | 1970                   |       |
| 12. | корпусний генерал Франческо Мереу (? — ?)                                       |      | 1970                | 1973                   |       |
| 13. | корпусний генерал Андреа Вільйоне (24 серпня 1914 — 28 квітня 1992)             |      | 1973                | 1975                   |       |
| 14. | корпусний генерал Андреа Кучіно (23 липня 1914 — 1989)                          |      | 1975                | 1977                   |       |
| 15. | корпусний генерал Еудженіо Рамбальді (1918 — 13 жовтня 2013)                    |      | 1977                | 1981                   |       |
| 16. | корпусний генерал Умберто Капуццо (30 квітня 1922 — 13 травня 2014)             |      | 1981                | 1985                   |       |
| 17. | корпусний генерал Луїджі Полі (24 серпня 1923 — 12 лютого 2013)                 |      | 1985                | 1987                   |       |
| 18. | корпусний генерал Чіро Ді Мартіно (13 січня 1925 — 6 липня 2012)                |      | 1987                | 1989                   |       |
| 19. | корпусний генерал Доменіко Корчоне (20 квітня 1929 — 3 січня 2020)              |      | 1989                | 1990                   |       |
| 20. | корпусний генерал Гоффредо Каніно (25 липня 1931 — 2 квітня 2008)               |      | 1990                | 1993                   |       |
| 21. | корпусний генерал Боніфаціо Інчіза ді Камерані (19 лютого 1934 — 3 травня 2013) |      | 1993                | 1997                   |       |
| 22. | генерал-лейтенант Паоло Морі (? — ?)                                            |      | 1997                | 2001                   |       |
| 23. | генерал-лейтенант Джанфранко Оттогаллі (? — ?)                                  |      | 2001                | 2003                   |       |
| 24. | генерал-лейтенант Джуліо Фратічеллі (? — ?)                                     |      | 2003                | 2005                   |       |
| 25. | генерал-лейтенант Філіберто Чеккі (нар. 1944)                                   |      | 2005                | 2007                   |       |
| 26. | корпусний генерал Фабріціо Кастаньєтті (нар. 1945)                              |      | 2007                | 2009                   |       |
| 27. | корпусний генерал Джузеппе Валотто (нар. 13 жовтня 1946)                        |      | 2009                | 2011                   |       |
| 28. | корпусний генерал Клаудіо Граціано (22 листопада 1953 — 17 червня 2024)         |      | 2011                | 2015                   |       |
| 29. | корпусний генерал Деніло Ерріко (нар. 11 серпня 1953)                           |      | 2015                | 2018                   |       |
| 30. | корпусний генерал Сальваторе Фаріна (нар. 18 листопада 1957)                    |      | 2018                | 2021                   |       |
| 31. | корпусний генерал П'єтро Серіно (нар. 3 липня 1960)                             |      | 2021                | 2024                   |       |
| 32. | корпусний генерал Кармін Масієлло (нар. 28 червня 1963)                         |      | 2024                | по т.ч.                |       |